# Compañía Petroquímica Marun
Compañía Petroquímica Marun (en persa: شرکت پتروشیمی مارون‎) es una empresa petroquímica iraní ubicada en Mahshahr, provincia de Juzestán, que fue fundada el 21 de enero de 1999.

## Historia
Marun Petrochemical Company, uno de los complejos de producción petroquímica de Irán, se estableció en la provincia de Juzestán el 21 de enero de 1999. La empresa fue fundada en colaboración con la Compañía Petroquímica Nacional de Irán, el Fondo de Pensiones de la Compañía Petrolera y el Grupo Industrial Polymer Pooshineh. Marun Petrochemical se construyó en un área total de 102,5 hectáreas, comprendiendo dos unidades separadas en dos regiones geográficas distintas. La primera unidad está situada en el área del Campamento Koreyt de Ahvaz, ocupando 9,5 hectáreas en el kilómetro 15 de la carretera Ahvaz-Mahshahr. Esta unidad es responsable de la recuperación de etano y la producción de materia prima para la unidad de olefinas. El producto se transporta a través de un oleoducto de 95 kilómetros hasta la Zona Económica Especial Petroquímica en Bandar Imam Jomeini. La segunda unidad se estableció en 93 hectáreas en el Sitio 2 de la Zona Económica Especial Petroquímica de Bandar Imam Jomeini. Esta unidad alberga la planta de olefinas junto con otras unidades de producción y servicios auxiliares. Esta estructura de doble ubicación permite a la empresa llevar a cabo todo el proceso de producción, desde la recuperación de etano hasta los productos petroquímicos finales, en una cadena integrada. La construcción de la unidad de olefinas, conocida como el "Séptimo Proyecto de Olefinas", comenzó en 2000. Marun Petrochemical Company inició sus operaciones en 2006, unos ocho años después de su establecimiento. La inauguración oficial de la unidad de olefinas contó con la presencia de Hasán Rohaní, entonces presidente de Irán. El lanzamiento de esta unidad transformó a Marun Petrochemical Company en uno de los principales productores de olefinas del mundo. Dos años después de entrar en funcionamiento, en 2008, como parte de las políticas de privatización, la Compañía Nacional Petroquímica transfirió la propiedad y la gestión de esta empresa al sector privado.

## Unidades y productos
El complejo consta de plantas de polietileno de baja densidad (PEBD), polietileno de alta densidad, polifenol, olefinas, óxido de etileno/etilenglicol y pruebas ultrasónicas. La planta principal es la de olefinas, que abastece a las demás. Cada planta tiene su propia licencia. Por ejemplo, la licencia para la planta de PEBD es de Stamicarbon (SABIC).

## Sanciones
En 2022, el Departamento del Tesoro de los Estados Unidos sancionó a las empresas petroquímicas Marun, Jark y Fanavaran con el objetivo de afectar la exportación de productos petroquímicos iraníes.